# Armistice de Cassibile
 (juin 2018).

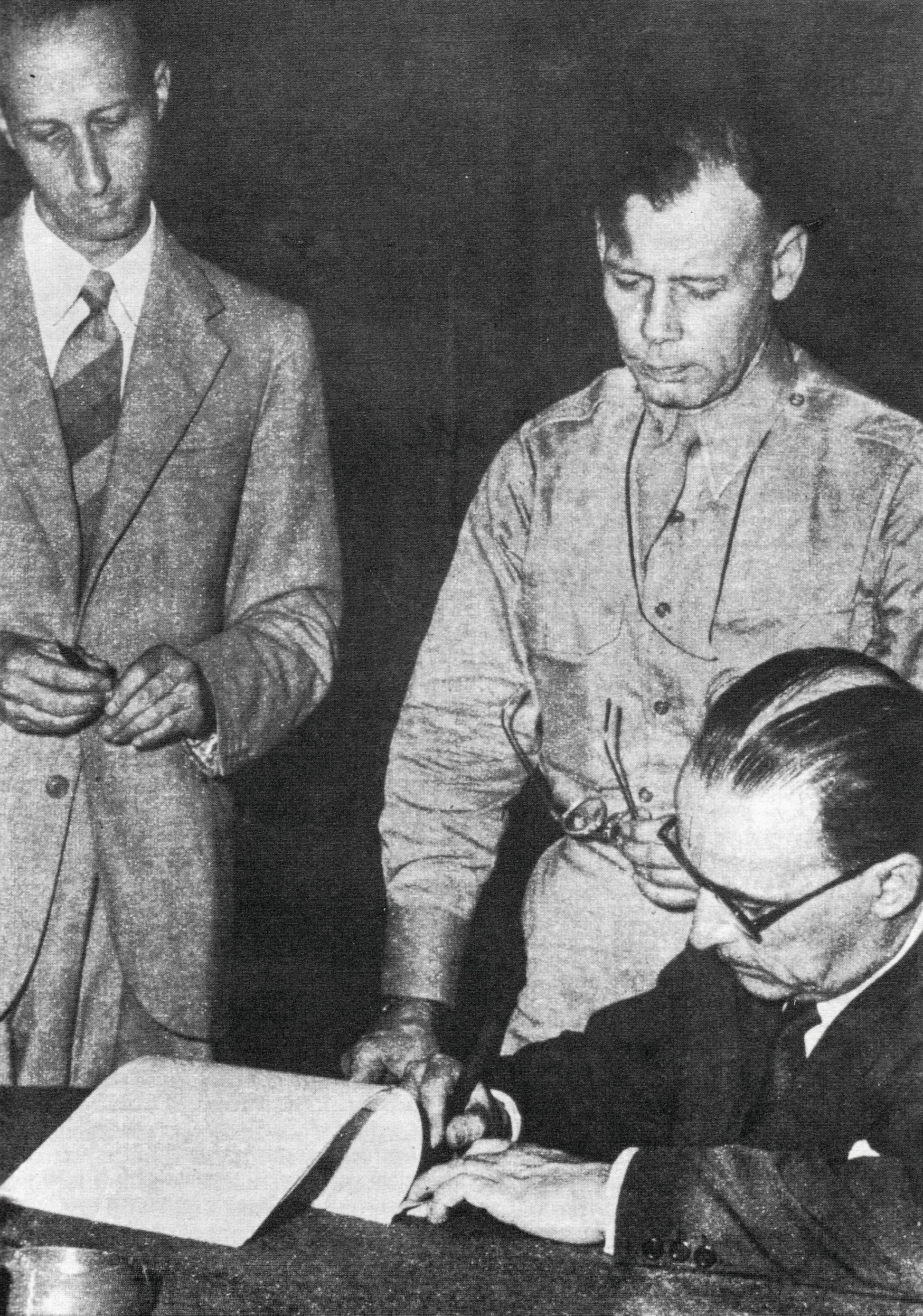
Le 3 septembre 1943, le général Giuseppe Castellano signe l'Armistice, sous les regards du diplomate et du général Walter Bedell Smith.

L'armistice de Cassibile est un accord conclu secrètement le 3 septembre 1943 entre le gouvernement du royaume d'Italie du maréchal Badoglio et les forces alliées commandées par le général Eisenhower, à la suite du débarquement allié en Sicile et de la chute de Mussolini et du régime fasciste.
En Italie, cet armistice se traduit par la publication de la proclamation de Badoglio du 8 septembre 1943.
Il porte le nom de Cassibile, village proche de Syracuse en Sicile.

## Contexte

Évolution territoriale de la République sociale italienne.

Au printemps 1943, préoccupé par le cours de la guerre, dans laquelle l'Italie est alliée à l'Allemagne de Hitler, dont la victoire paraît moins certaine après Stalingrad, Benito Mussolini, chef du parti fasciste italien et chef du gouvernement depuis 1922, opère une série de remaniements parmi les hauts dignitaires de l'État, destituant des personnages proches du roi. C'est à la suite de cet acte hostile que Victor-Emmanuel III décide la destitution du Duce.
Il entre en contact avec Dino Grandi, le seul rival de Mussolini au sein du mouvement fasciste. Parmi les intermédiaires, on trouve le comte Pietro d'Acquarone (it), ministre de la Maison royale, et le maréchal Badoglio. Grandi réussit à impliquer dans cette fronde deux autres hiérarques fascistes, Giuseppe Bottai, qui soutient l'idée originelle du fascisme « social » et qui œuvre dans les domaines de la culture, et Galeazzo Ciano, ministre et gendre du Duce. Ils préparent ensemble l'ordre du jour de la réunion du Grand Conseil du fascisme du 25 juillet 1943, qui comporte une invitation destinée au roi à reprendre les rênes de la situation politique.
Lors de cette réunion, Mussolini est effectivement mis en minorité. Il est alors arrêté et remplacé à la tête du gouvernement par le maréchal Badoglio, dont la nomination est accueillie par la liesse populaire. 
Des contacts avec les Anglo-Américains sont recherchés pour réactiver des négociations précédemment engagées par Marie-José de Belgique, belle-fille du roi, désormais avec l'aval de celui-ci. À ce moment les troupes alliées ont débarqué en Sicile après avoir achevé la conquête de l'Afrique du Nord.

## Vers la signature

### Les pourparlers de Lisbonne (août)
C'est à Lisbonne que Badoglio décide d'agir, et le général Giuseppe Castellano est envoyé pour prendre contact avec les forces armées alliées. Séparément, deux autres généraux sont envoyés au Portugal. Déconcertés, les Alliés comprennent avec difficulté qui est leur interlocuteur, les trois Italiens s'abandonnant à une discussion sur leur qualité et la comparaison de leurs grades. Castellano, identifié comme le « vrai » envoyé, l'ambassadeur britannique Ronald Hugh Campbell (en) et les deux généraux envoyés dans la capitale portugaise par le général Dwight David Eisenhower, l'Américain Walter Bedell Smith et le Britannique Kenneth Strong (en), écoutent, sans bien sûr se compromettre, les propositions de reddition de Rome.
En réalité, cette proposition de reddition n'est pas accueillie avec enthousiasme, le sort des armées italiennes étant presque réglé ou en passe de l'être sur le champ de bataille, ce dont Rome est, depuis longtemps, convaincue. La reddition offerte limite donc, en fait, les avantages que les Alliés pourraient obtenir par la conquête.
Le 30 août Badoglio convoque Castellano, rentré le 27 de Lisbonne. Le général l'informe de la demande d'une rencontre en Sicile de la part de l'ambassadeur britannique au Vatican, D'Arcy Osborne, qui collabore avec son homologue américain Myron Charles Taylor (en). Le choix de ce diplomate n'est pas le fait du hasard et signifie que le Vatican, au travers de Giovanni Montini (le futur pape Paul VI) est impliqué dans les négociations diplomatiques.

### Les premiers pourparlers de Cassibile
Badoglio demande à Castellano de se faire le porte-parole auprès des Alliés de certaines propositions : en particulier, Castellano doit insister sur le fait que l'Italie accepte l'armistice à la condition d'un important débarquement dans la péninsule. Badoglio va jusqu'à demander aux Alliés d'être informé de leur programme militaire, oubliant un peu vite que jusqu'à la signature d'un armistice la guerre se poursuit et que personne ne révèle ses plans à l'adversaire.
Parmi les autres conditions demandées aux Alliés figure celle d'envoyer 2 000 parachutistes sur Rome pour défendre la capitale ; demande acceptée parce qu'en partie déjà prévue dans les plans alliés.
Le 31 août, le général Castellano arrive en avion à Termini Imerese et est emmené à Cassibile, dans les environs de Syracuse. Le début de la réunion fait apparaître des points de vue différents : Castellano demande des garanties aux Alliés dans la crainte de l'inévitable réaction allemande à la nouvelle de l'armistice, en particulier qu'un débarquement allié ait lieu au nord de Rome avant même l'annonce de l'armistice. Du côté allié, on répond qu'un débarquement en force et l'action d'une division parachutiste sur la capitale, autre demande de Castellano, ne pourraient se faire qu'avec, et non avant, la proclamation de l'armistice. En soirée, Castellano rentre à Rome pour en référer.
Le lendemain, il est reçu par Badoglio. À la rencontre participent le ministre baron Raffaele Guariglia et les généraux Vittorio Ambrosio et Giacomo Carboni. Des positions divergentes apparaissent : Guariglia et Ambrosio indiquent que les conditions alliées ne peuvent être qu'acceptées alors que Carboni déclare que le corps d'armée qui dépend de lui, destiné à la défense de Rome, n'est pas en mesure de défendre la ville des Allemands en raison du manque de munitions et de carburant. Badoglio qui ne s'est pas prononcé, est reçu par le roi Victor-Emmanuel III. Celui-ci décide d'accepter les conditions des Alliés.

### Retour du général Castellano à Cassibile
Un télégramme de confirmation est envoyé aux Alliés, celui-ci annonce l'envoi du général Castellano. Le télégramme est intercepté par les forces allemandes en Italie qui soupçonnent déjà une telle éventualité. Le commandant de la place de Rome se met à harceler Badoglio, malgré le serment et la parole d'honneur donnés pour démentir tous rapports avec les Américains. En Allemagne, on commence à organiser des contre-mesures.
Le 2 septembre Castellano repart pour Cassibile, afin d'accepter au nom de l'Italie le texte de l'armistice. Badoglio, qui ne souhaite pas que son nom soit en aucune manière associé à la défaite, cherche à apparaître le moins possible. Il ne reçoit pas de délégation de signature, pensant alors que les Alliés ne réclameront pas d'autres documents écrits que le télégramme expédié le jour précédent.
Castellano contresigne le texte d'un télégramme rédigé par le général Bedell Smith qui est envoyé à Rome et dans lequel il est demandé les lettres de créance du général, à savoir l'autorisation de signer l'armistice pour le compte de Badoglio. Celui-ci ne peut donc échapper à l'implication de son nom. Le télégramme précise que sans de tels documents, les négociations seraient rompues, ceci naturellement, parce qu'en l'absence d'une accréditation officielle, la signature n'aurait engagé que Castellano et non le gouvernement italien. Aucune réponse n'arrive de Rome, après quoi, en début de matinée du 3 septembre, Castellano envoie un second télégramme à Badoglio, lequel cette fois répond presque immédiatement en précisant que le texte du télégramme du 1er septembre constituait déjà une acceptation implicite des conditions d'armistice proposées par les Alliés.
De ce fait, il manque toujours la délégation de signature requise. À 16 h 30, un nouveau télégramme est transmis par Badoglio qui contient l'autorisation explicite ce qui permet à Castellano de signer le texte de l'armistice pour le compte de Badoglio et qui informe que la déclaration d'autorisation est déposée auprès de l'ambassadeur britannique au Vatican, D'Arcy Osborne.

### La signature

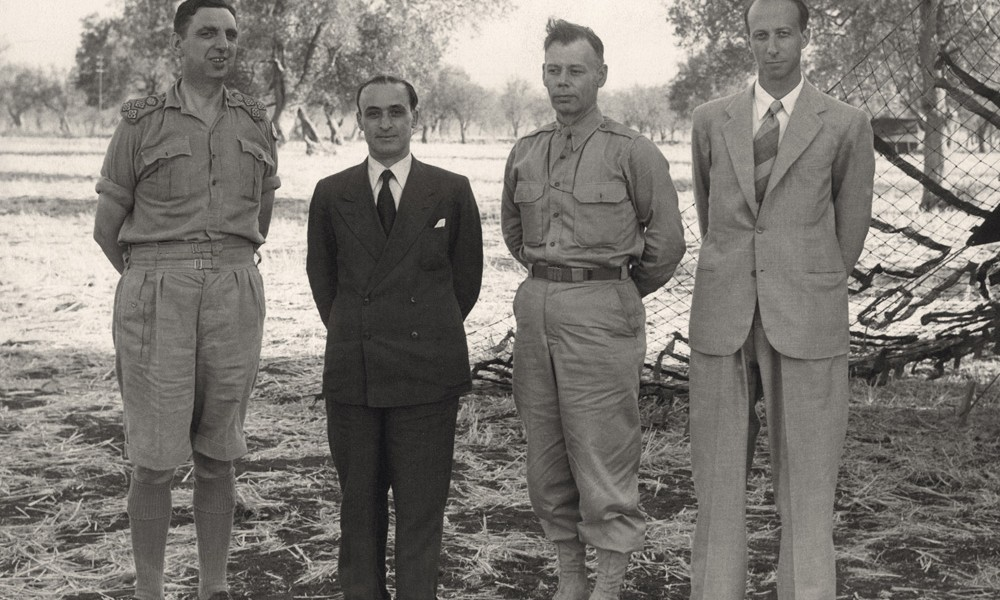
De gauche à droite : Kenneth Strong, Giuseppe Castellano, Walter B. Smith et Franco Montanari après la signature de l'armistice.

La réunion débute à 17 h : Castellano appose sa signature au nom de Badoglio, et Bedell Smith au nom d'Eisenhower. La réunion se termine à 17 h 30 ; aussitôt le général Eisenhower suspend le départ de cinq-cents avions destinés à une mission de bombardement sur Rome.
Harold Macmillan, le ministre britannique détaché auprès du quartier général d'Eisenhower, informe immédiatement Winston Churchill que l'armistice est signé « […] sans amendement aucun ».
Les clauses de l'armistice définitif sont alors soumises à Castellano après avoir été présentées par l'ambassadeur Campbell au général Giacomo Zanussi, lui aussi présent à Cassibile depuis le 31 août et qui, pour des raisons peu claires, n'a pas informé son collègue. Bedell Smith souligne que les clauses supplémentaires contenues dans le texte de l'armistice définitif dépendent de la collaboration italienne à la guerre contre les Allemands.
Ce même après-midi du 3 septembre, Badoglio réunit les ministres de la Marine, Raffaele De Courten, de l'Aéronautique, Renato Sandalli, de la Guerre, Antonio Sorice, ainsi que le général Ambrosio et le ministre de la Maison royale (de) Pietro d'Acquarone. Il ne fait pas allusion à la signature de l'armistice mais évoque simplement les négociations en cours. Il fournit toutefois des indications sur les opérations prévues par les Alliés. Il aurait notamment parlé d'un débarquement prochain en Calabre, un autre plus important dans la région de Naples, et l'intervention d'une division de parachutistes alliés sur Rome qui serait soutenue par les forces italiennes.

## L'annonce du 8 septembre
Aux premières heures du 4 septembre, après un bombardement aéronaval sur les côtes calabraises, la 1re division canadienne et des détachements britanniques débarquent entre Villa San Giovanni et Reggio de Calabre ; il s'agit en fait d'une diversion pour détourner l'attention des Allemands pendant que se prépare l'opération Avalanche, c'est-à-dire le débarquement à Salerne. Celui-ci étant programmé pour le 4 septembre, les Anglo-Américains tiennent absolument à ce que les forces italiennes soient à cette date en mesure d'apporter leur concours. Il faut pour cela que la signature de l'armistice soit publiée, que le revirement italien cesse d'être secret.
Deux émissaires américains, le général Maxwell D. Taylor et le colonel William T. Gardiner, se rendent à Rome pour sonder les intentions réelles des Italiens et leur capacité à soutenir effectivement l'intervention de parachutistes alliés sur Rome. Dans la soirée du 7 septembre, ils rencontrent le général Giacomo Carboni, commandant en chef des forces italiennes pour Rome. Celui-ci déclare que ses troupes ne sont pas encore en mesure de collaborer au raid aéroporté projeté et qu'il faut donc différer la publication de l'armistice, ce que confirme ensuite Badoglio, désireux de gagner du temps.
L'information est transmise à Eisenhower qui annule immédiatement l'opération des parachutistes (les avions avaient alors commencé à décoller). Il décide de forcer la main aux Italiens en rendant unilatéralement public l'accord signé. C'est ce qu'il fait le 8 septembre à 18 h 30 au micro de Radio Alger. À 18 h 45 le roi d'Italie et Badoglio en sont informés par une dépêche Reuters. À 19 h 42, l'agence radiophonique italienne (Ente Italiano per le Audizioni Radiofoniche - EIAR) interrompt ses programmes pour transmettre une proclamation tout juste enregistrée par Badoglio qui, au nom du gouvernement italien, confirme l'armistice.

## Conséquences de l'annonce

### La dislocation de l'armée italienne
Les forces armées italiennes (environ deux millions d'hommes déployés en Italie mais aussi dans les Balkans, en Provence et en Corse) sont totalement prises au dépourvu. Les officiers apprennent l'armistice sans pratiquement qu'aucune directive leur soit donnée sur la conduite à tenir. À part quelques unités qui choisissent de passer ouvertement dans le camp allié (en particulier en Corse) ou qui décident de poursuivre le combat aux côtés des Allemands (elles vont former le noyau des forces de la République sociale italienne), l'appareil militaire dans son ensemble se désintègre en quelques jours.

### L'occupation de l'Italie par l'armée allemande
Les forces allemandes présentes sur le sol italien, préparées à l'événement depuis la chute de Mussolini, lancent l'opération Achse qui leur permet de prendre le contrôle du territoire non occupé par les Anglo-Américains, soit environ 80 % de la superficie du pays puisque les Alliés ne tiennent encore que la Sicile et une partie du sud de l'Italie. Seule la Sardaigne et une partie des Pouilles restent sous contrôle militaire italien. 
Les troupes italiennes sont désarmées par les Allemands, une grande partie est internée, le reste se disperse ou tente de rentrer chez soi. 
La marine de guerre italienne, confinée dans ses ports d'attache depuis près d'un an, doit se mettre à la disposition des Alliés. Le convoi parti de La Spezia est attaqué le 9 septembre par un groupe de bombardiers Dornier Do 217 sans lui infliger de dommages, les Allemands perdant un avion à cause des tirs antiaériens. Mais quarante minutes plus tard, un raid, qui utilise un nouveau type de bombe radiocommandée Fx 1400 Fritz X, détruit le cuirassé Roma, orgueil de la marine italienne.
La famille royale et Badoglio quittent Rome le matin du 9 septembre, traversent en toute hâte la péninsule et arrivent le lendemain sur la côte Adriatique à Ortona, où la corvette Baionetta les emmène à Brindisi, au-delà des lignes alliées. Tout l'appareil d’État s'effondre.

### Réaction de Staline
Staline fut furieux d'être évincé des négociations sur l'armistice italien et rejeta l'argument anglo-américain de l'urgence face à la situation italienne. Il exigea un contrôle interallié tripartite des armistices à venir. Cette exigence aboutit à la conférence de Moscou qui réunit entre le 18 octobre et 11 novembre 1943 les trois ministres des Affaires étrangères britannique, américain et soviétique, prélude d'une série de rencontres entre les alliés. Par la suite les alliés se mirent d'accord pour confier à des commissions la supervision des armistices mais où la décision finale reviendrait au commandant en chef allié sur place. En pratique, Staline reconnaissait la prépondérance anglo-américaine sur l'Italie, mais pourrait, selon toute probabilité, se réserver l'essentiel des armistices portant sur l'Europe orientale et les Balkans. Cette décision comporte en germe le partage de l'Europe et l'historien Georges-Henri Soutou considère cet épisode comme le point de départ de la guerre froide.

#### Documents
- AA.VV., Sicily and the surrender of Italy, Office of the Chief of Military History, Department of the Army, Washington D.C., 1965

#### Témoignages
- Giuseppe Castellano, Come firmai l'armistizio di Cassibile, Mondadori, 1945
- Pietro Badoglio, L'Italia nella seconda guerra mondiale - memorie e documenti, Mondadori, 1946
- Carmine Senise, Quando ero capo della Polizia, Ruffolo, 1946
- Guido Cassinelli, Appunti sul 25 luglio, Sappi, 1944
- Rodolfo Graziani, Ho difeso la patria, Garzanti, 1948
- Marcello Soleri, Memorie, Einaudi, 1949
- Alessandro Lessona, Memorie, Sansoni, 1958
- Luigi Longo, Un popolo alla macchia, Milan, Mondadori, 1952

- Joseph Goebbels, Diario intimo, Mondadori, 1947
- Rudolph Rahn, Ambasciatore di Hitler a Vichy e a Salò, Garzanti, 1950

- Dwight Eisenhower, Crusade in Europe, Doubleday, New York, 1948
- Bernard Montgomery, Memorie, Mondadori, 1959
- Samuel Hoare, Ambassador on special mission, Collins, Londres, 1946

#### Ouvrages (1945-1960)
- Giacomo Zanussi, Guerra e catastrofe d'Italia, Corso, 1945
- Mario Roatta, Otto milioni di baionette - l'Esercito italiano in guerra dal 1940 al 1944, Mondadori, 1946
- Agostino Degli Espinosa, Il Regno del Sud: 8 settembre 1943-4 giugno 1944, Migliaresi, 1946
- Attilio Tamaro, Due anni di storia: 1943-1945, Tosi, 1948
- Marc'Antonio Bragadin, Che ha fatto la Marina, Garzanti, 1949
- Raffaele Guariglia, Ricordi: 1922-1944, S.E.I., 1949
- Ezio Galbiati, Il 25 luglio e la MVSN, Bernabò, 1950
- Enrico Caviglia, Diario: aprile 1925-marzo 1945, Casini, 1952
- Giacomo Carboni, Più che il dovere, Danesi, 1952
- Cesare Amé, Guerra segreta in Italia, 1940-1943, Casini, 1954
- Amedeo Tosti (ps. Historicus), Da Versailles a Cassibile, Cappelli, 1954
- Antonio Trizzino, Settembre nero, Longanesi, 1956

- Christopher Buckley, Road to Rome, Hodden & Stoughton, Londres, 1945
- Winston Churchill, La Campagna d'Italia, Mondadori, 1951

#### Ouvrages (après 1960)
- Gianfranco Bianchi, 25 luglio, crollo di un regime, Milan, 1963
- Mario Torsiello, Settembre 1943, Cisalpino, 1963
- Oreste Lizzadri, Il regno di Badoglio, Milan, Edizioni Avanti!, 1963
- Davide Lajolo, Il voltagabbana, 1963
- Enzo Collotti, L'amministrazione tedesca dell'Italia occupata, Lerici, 1963
- Mario Toscano, Pagine di storia diplomatica contemporanea, Giuffré, 1963
- Giuseppe Castellano, La guerra continua, Rizzoli, 1963
- Ruggero Zangrandi, 1943: 25 luglio-8 settembre. Milan, Feltrinelli, 1964
- Silvio Bertoldi, I tedeschi in Italia, Rizzoli, 1964
- Mario Toscano, Dal 25 luglio all'8 settembre, Le Monnier, 1966
- Peter Tompkins, Italy betrayed, Simon & Schuster, New York, 1966
- Giacomo Carboni, Le verità di un generale distratto sull'8 settembre, Beta, 1966
- Luigi Federzoni, Italia di ieri per la storia di domani, Mondadori, 1967
- Ivan Palermo, Storia di un armistizio, Mondadori, 1967
- Carlo De Biase, L'otto settembre di Badoglio, Il Borghese, 1968
- Carlo Scorza, La notte del Gran Consiglio, Cappelli, 1969
- Ruggero Zangrandi, Il lungo viaggio attraverso il fascismo, Milan, Feltrinelli, 1976
- Ruggero Zangrandi, L'Italia tradita. 8 settembre 1943, Milan, Mursia, 1971
- Paolo Monelli, Roma 1943, Turin, Einaudi, 1993
- Silvio Bertoldi, Apocalisse italiana. Otto settembre 1943. Fine di una nazione, Milan, Rizzoli, 1998
- Elena Aga-Rossi, Una nazione allo sbando. L'armistizio italiano del settembre 1943e le sue conseguenze. Bologne, Il Mulino, 2003

### Filmographie
- [vidéo] Tutti a casa, de Luigi Comencini avec Alberto Sordi, Italie, 1960.